# Penske Media Corporation
Penske Media Corporation o PMC, antes conocida como Mail Media Corporation (MMC), es una compañía estadounidense de medios digitales, controlada y operada por su presidente y CEO Jay Penske. PMC fue fundada en 2003 y controla un total de 22 cabeceras de medios digitales, algunas en colaboración con la compañía india Zee TV como India.com. Las marcas y cabeceras de PMC son: PMC Studios, WWD, Footwear News, M, Deadline Hollywood, Variety, CricketCountry.com, Hollywood Life, Beauty Inc, Gold Derby, India.com, Movieline, TVLine, BGR, AwardsLine, @Hollywood, LA411, NY411, Young Hollywood Awards, The Style Awards y Breakthrough of the Year Awards. La compañía tiene sede en Los Ángeles, California y Nueva York, con 11 oficinas por todo el mundo.

## Historia
En 2003, Jay Penske fundó una empresa llamada Velocity Services Incorporated ("VSI"), una empresa de servicios de Internet y marketing que luego operó brevemente como Interactive Digital Publishing Group. La compañía adquirió el dominio www.mail.com y pasó a llamarse Mail.com Media Corporation ("MMC"). En 2007, lanzó el dominio como un nuevo servicio de mensajería. Más tarde, la compañía vendió con éxito Mail.com, que en ese momento era el quinto portal web más grande, a la emergente United Internet. En 2008, la compañía recaudó $ 35 millones de varios grupos de capital riesgo, entre ellos Quadrangle Capital Partners. En 2009, MMC compró Deadline Hollywood Daily, un blog de la industria del entretenimiento creado por Nikki Finke.
El 27 de abril de 2010, MMC anunció que había adquirido el blog de tecnología estadounidense Boy Genius Report. En noviembre de 2010, la compañía lanzó TVLine.com, un sitio web orientado a la televisión del consumidor, operado por el fundador y editor Michael Ausiello, anteriormente en Entertainment Weekly, Oncars.com, y compró el 40% de India.com, uno de los proveedores de internet más grandes de Asia y que lleva contenido de MMC.
A finales de 2010, Mail.com hizo un pacto con la compañía alemana United Internet. MMC siguió siendo proveedor exclusivo de contenido para United Internet y el portal Mail.com, así como para India.com, y lanzó una versión en alemán de BGR.com en marzo de 2011.
En 2012, MMC pasó a llamarse Penske Media Corporation (PMC). También en 2012, Beyond the Trailer, de Grace Randolph, se convirtió en parte de la red digital de la nueva PMC.
La compañía controla Variety, Boy Genius Report, Deadline.com, Oncars.com, Hollywoodlife.com, Movieline, MailTimes y TVLine.